# 近江宮川藩
近江宮川藩（おうみみやがわはん）は、近江国坂田郡宮川（現在の滋賀県長浜市宮司町）に存在した藩。藩庁は宮川陣屋。

## 藩史
藩主家は堀田家である。第3代将軍・徳川家光の時代に老中となった堀田正盛は、家光から重用されて下総国佐倉藩12万石の大名にまで栄進した。正盛は家光の死去に伴って殉死し、子の堀田正信が跡を継いだ。しかし正信は、万治3年（1660年）に老中・松平信綱と対立したため、所領を没収され改易となった。正信は延宝8年（1680年）に第4代将軍・徳川家綱の死去に伴って殉死したが、その嫡男・堀田正休は父の罪を許されて天和2年（1682年）3月に1万石の大名として復帰を許され、上野国吉井藩に封じられた。正休は元禄11年（1698年）3月7日に吉井から近江国坂田郡宮川に移封となり、宮川藩が成立した。
第3代藩主・堀田正陳は若年寄となって寛延元年（1748年）10月15日に3000石の加増を受け、1万3000石を領することになった。第5代藩主・堀田正穀の時代には所領のうち3600石が近江国蒲生郡から播磨国に替えられたが、新たな領知は生産性が近江よりも高かったため、実質的な加増であった。この実質加増は文化4年（1807年）2月7日に元に戻された。第6代藩主・堀田正民は絵画に造詣が深かった文化人である。幕末期に入ると、宮川藩は佐幕派として活動したが、やがて近江国内における諸藩が新政府側に与すると、やむなく新政府側に与した。そして第9代藩主・堀田正養の時代に明治維新、次いで版籍奉還により知藩事となった。明治4年（1871年）7月14日の廃藩置県で、宮川藩は宮川県となった。その後、長浜県、犬上県を経て、明治5年（1872年）に滋賀県に編入された。また、最後の藩主となった正養はその後子爵に叙せられて逓信大臣を務めている。
歴代藩主の多くが大番頭や奏者番、そして若年寄など幕府の要職を務めているが、藩政における治績はほとんど見られない小藩だった。

## 歴代藩主
堀田家
譜代。1万石→1万3000石。
1. 堀田正休（まさやす）【元禄11年（1698年）3月7日藩主就任－正徳5年（1715年）6月29日隠居】
2. 堀田正朝（まさとも）【正徳5年6月29日藩主就任－享保4年（1719年）8月20日死去】
3. 堀田正陳（まさのぶ）【享保4年10月18日藩主就任－宝暦3年（1753年）10月4日死去】
4. 堀田正邦（まさくに）【宝暦3年11月25日藩主就任－安永元年（1772年）6月2日死去】
5. 堀田正穀（まさざね）【安永元年7月25日藩主就任－文化12年（1815年）2月6日隠居】
6. 堀田正民（まさたみ）【文化12年2月7日藩主就任－天保9年（1838年）8月19日死去】
7. 堀田正義（まさよし）【天保9年10月11日藩主就任－天保12年（1841年）8月3日（または9月27日）死去】
8. 堀田正誠（まさみ）【天保12年9月25日藩主就任－文久3年（1863年）5月12日死去】
9. 堀田正養（まさやす）【文久3年7月4日藩主就任－明治4年（1871年）7月14日免官】

## 幕末の領地
- 近江国
  - 滋賀郡のうち - 4村
  - 野洲郡のうち - 3村
  - 甲賀郡のうち - 5村
  - 蒲生郡のうち - 5村
  - 愛知郡のうち - 3村
  - 坂田郡のうち - 16村